# Pterobryopsis acuminata
Pterobryopsis acuminata är en bladmossart som beskrevs av Fleischer 1905. Pterobryopsis acuminata ingår i släktet Pterobryopsis och familjen Pterobryaceae. Inga underarter finns listade i Catalogue of Life.